# PyDev
PyDev è un plug-in di terze parti per Eclipse. È un ambiente di sviluppo integrato (IDE) per il linguaggio Python. Supporta, tra le altre opzioni, il refactoring del codice, la programmazione di interfacce grafiche, il debugging e l'analisi del codice.

## Storia
PyDev fu creato originalmente da Alels Totic nel luglio del 2003, ma Fabio Zadrozny divenne lo sviluppatore principale nel gennaio 2005. A settembre, dello stesso anno, un gruppo di estensioni chiamate PyDev Extentions costituirono la controparte commerciale di PyDev, proponendo opzioni come l'analisi del codice ed il debugging remoto.
Nel luglio del 2008, PyDev fu acquisita da Aptana, mantenendo Zadrozny come capo progetto. L'azienda rese open source le estensioni di PyDev nel settembre del 2009 fondendole con PyDev Stesso.